# Kumaniv, Horodok
Kumaniv (în ucraineană Куманів) este un sat în comuna Hoptînți din raionul Horodok, regiunea Hmelnîțkîi, Ucraina.

## Demografie
Componența lingvistică a localității Kumaniv
     Ucraineană (98,5%)
     Rusă (1,31%)
     Alte limbi (0,19%)
Conform recensământului din 2001, majoritatea populației localității Kumaniv era vorbitoare de ucraineană (98,5%), existând în minoritate și vorbitori de rusă (1,31%).